# الفجر (مجلة 1934-1935)
مجلة الفجر مجلة أدبية عربية مصريةصدرت مرتين شهريًا في القاهرة بين عامي 1934 و1935. وحُررت في مجلدين بإجمالي 18 إصدارًا.